# George Hilton
George Hilton (* 16. Juli 1934 in Montevideo; eigentlich Jorge Hill Acosta y Lara; † 28. Juli 2019 in Rom) war ein uruguayischer Schauspieler, der häufig in Italowestern spielte.

## Leben
Hilton wurde in Uruguay geboren und begann seine Karriere beim Radio. Entgegen anderen Vermutungen war er bis zu seiner Zeit beim Film nie in Europa.
1955 zog er nach Argentinien und wirkte dort unter dem Pseudonym Jorge Hilton in der Folgezeit in einheimischen Bildgeschichten (Fotoromanen) und Filmen mit, unter anderem auch bei Fernando Ayala, Francis Lauric und Vlasta Lah. Ende des Jahres 1963 kam er nach Italien und bekam die Hauptrolle in dem Piratenfilm L’uomo mascherato contro i pirati (1964). 1965 war er in der Komödie 2 Trottel gegen Goldfinger (Due mafiosi contro Goldginger) von Giorgio Simonelli mit Franco Franchi und Ciccio Ingrassia als Agent 007 zu sehen.
Sein Einstieg in das Genre des Italowestern war 1966 der Film Django – Sein Gesangbuch war der Colt (Tempo di massacro) von dem Regisseur Lucio Fulci an der Seite von Franco Nero. Viele weitere Auftritte folgten, so zum Beispiel 1967 als Kitosch in Der Mann, der aus dem Norden kam und Zeit der Geier, Das Gold von Sam Cooper (1968). Weitere bekannte Rollen sind die der comichaften Revolverhelden „Hallelujah“ und „Tresette“, die von Giuliano Carnimeo entwickelt wurden.
Ende der 1960er war er auch in anderen Genres zu finden, Dramen (Il dolce corpo di Deborah 1968) und Kriegsfilme (Königstiger vor El Alamein und Heiß über Afrikas Erde 1969) entstehen. Als diese Welle zu Ende ging, trat er häufig in Gialli auf (oft als Partner von Edwige Fenech). Ende der 1970er war er in Krimis Gewalt über der Stadt (1977) und Komödien Taxi Girl (1977) zu sehen, später auch im Science-Fiction-Abenteuer Atlantis Inferno (1983) von Deodato, aber in den achtziger Jahren wurden seine Auftritte immer seltener, so in dem Horrorfilm Dinner with the Vampire (1988) und der Fernsehserie College (1989).
Hilton lebte in Rom und arbeitete zuletzt meist für das italienische Fernsehen.

## Filmografie
- 1956: Los tallos amargos
- 1956: Despues del silencio
- 1957: Una viuda dificil
- 1958: Alto Paraná
- 1960: El bote, el río y la gente
- 1960: La procesión
- 1963: Los que verán a Dios
- 1963: Las modelos
- 1965: Allein gegen die Freibeuter (L’uomo mascherato contro i pirati)
- 1965: Zwei Trottel gegen Goldfinger (Due mafiosi contro Goldginger)
- 1966: Django – Sein Gesangbuch war der Colt (Le colt cantarono la morte e fu… tempo di massacro)
- 1966: I due figli di Ringo
- 1966: Der Mann, der aus dem Norden kam (Frontera al sur)
- 1967: A Ghentar si muore facile
- 1967: Ein Halleluja für Django (La più grande rapina del West)
- 1967: Leg ihn um, Django (Vado… l’ammazzo e torno)
- 1967: Poker mit Pistolen (Un poker di pistole)
- 1967: Ein Stoßgebet für drei Kanonen (Professionisti per un massacro)
- 1967: Die Zeit der Geier (Il tempo degli avvoltoi)
- 1968: Django – Ein Sarg voll Blut (Il momento di uccidere)
- 1968: Django – Melodie in Blei (Uno di più all’inferno)
- 1968: Django, wo steht Dein Sarg? (T’ammazzo!… Raccomandati a Dio)
- 1968: Das Gold von Sam Cooper (Ognuno per se)
- 1968: Der schöne Körper der Deborah (Il dolce corpo di Deborah)
- 1968: 7 minutos para morir
- 1969: Heiß über Afrikas Erde (La battaglia del deserto)
- 1969: Königstiger vor El Alamein (La battaglia di El Alamein)
- 1969: Die Leoparden kommen (Il dito nella piaga)
- 1969: Um sie war der Hauch des Todes (Quei disperati che puzzano di sudore e di morte)
- 1970: Django und Sabata – wie blutige Geier (C'è Sartana… vendi la pistola e comprati la bara)
- 1970: Der Killer von Wien (Lo strano vizio della signora Wardh)
- 1971: Die Diamantenlady (Il diavolo a sette facce)
- 1971: Man nennt mich Halleluja (Testa t’ammazzo, croce… sei morto! Mi chiamano Alleluja)
- 1971: Mio caro assassino
- 1971: Der Schwanz des Skorpions (La coda dello scorpione)
- 1972: Beichtet Freunde, Halleluja kommt (Il West ti va stretto, amico… è arrivato Alleluja)
- 1972: Coartada en disco rojo
- 1972: Die Farben der Nacht (Tutti i colori nel buio)
- 1972: Das Geheimnis der blutigen Lilie (Perché quelle strane gocce di sangue sul corpo di Jennifer?)
- 1973: Contratto carnale
- 1973: Kennst Du das Land, wo blaue Bohnen blüh’n? (Lo chiamavano Tresette… giocava sempre col morto)
- 1973: Sieben Stunden der Gewalt (Sette ore di violenza per una soluzione imprevista)
- 1973: Wenn Engel ihre Fäuste schwingen (Fuori uno sotto un altro… arriva il Passatore)
- 1974: Il baco da seta
- 1974: Dicke Luft in Sacramento (Di Tresette ce n'è uno, tutti gli altri son nessuno)
- 1974: Zwei tolle Hechte – Wir sind die Größten (Prima ti suono e poi ti spara)
- 1975: Ah sì? E io lo dico a Zzzzorro!
- 1977: El Macho
- 1977: Gewalt über der Stadt (Torino violenta)
- 1977: La llama del sexo
- 1978: Heroin (Milano… difendersi o morire)
- 1979: El lugar del hu
- 1981: Ricchi, ricchissimi… praticamente in mutande
- 1981: Testo di quoio
- 1982: Le notti segrete di Lucrezia Borgia
- 1983: Atlantis Inferno (I predatori di Atlatide)
- 1984: Spiegelei und Coca Cola (College)
- 1988: Dinner with the Vampire (A cena col vampiro)
- 1988: Silvia e sola (Fernsehfilm)
- 1989: College (Fernsehserie)
- 1990: Der Erfolg ihres Lebens (Mademoiselle Ardel)
- 1993: Noch mehr Sonnenöl und süße Früchtchen (Abbronzatissimi 2 - un anno dopo)
- 1994: Italian Restaurant (Fernsehserie)
- 1994: Prestazione straordinaria
- 1997: Fuochi di artificio
- 1998: Cient'anne
- 1998: Tre addii (Fernseh-Miniserie)
- 1998: Le ragazze di Piazza di Spagna 2 (Fernsehfilm)
- 2007: Natale in crociera
- 2009: Un coccodrillo per amico